# Joyce Kilmer
Pour les articles homonymes, voir Kilmer.
Joyce Kilmer (6 décembre 1886 – 30 juillet 1918) est un journaliste, poète, critique littéraire et éditeur américain. Kilmer est surtout connu pour son court poème intitulé Trees (1913), publié dans le recueil Trees and Other Poems en 1914, qui à l'instar du reste de son œuvre célèbre la beauté de la nature et la foi religieuse.

## Œuvre

### Poésie
- Summer of Love (1911)
- Trees and Other Poems (1914)
- Main Street and Other Poems (1917)
- Dreams and Images: An Anthology of Catholic Poets (1917)

### Essais
- The Circus and Other Essays (1916)
- Literature in the Making by some of its Makers (1917)
- The Circus and Other Essays and Fugitive Pieces (1921) recueil augmenté de façon posthume

### Autres publications
- The Courage of Enlightenment: An address delivered in Campion College, Prairie du Chien, Wisconsin, to the members of the graduating class, 15 June 1917 (1917)
- Poems, Essays and Letters in Two Volumes (1918), recueil en deux volumes regroupant tous ses écrits
- Kilmer's unfinished history of the Fighting 69th (165th Infantry), dans le recueil collectif Father Duffy's Story (1919), posthume